# Amniozentese
Mit Amniozentese oder Amniocentese (von griechisch άμνίον amnion, Embryonalhülle, und κέντησις kentēsis, Stechen) wird in der Medizin die mit einer Hohlnadel durchgeführte Punktion der Fruchtblase (Amnionhöhle) einer schwangeren Frau zur Untersuchung der im Fruchtwasser befindlichen fetalen Zellen zur Feststellung genetischer oder biochemischer Schäden bezeichnet. Umgangssprachlich spricht man auch von Fruchtwasserpunktion. Wenn eine Amniozentese durchgeführt wird, erfolgt dies meist im zweiten Drittel der Schwangerschaft.
Eine Amniozentese zur Bestimmung inkompatibler Blutfaktoren von Mutter und Kind wurde von Douglas Bevis (1919–1994) im Februar 1952 in The Lancet beschrieben.

## Untersuchungszeitpunkt
In der Regel werden Amniozentesen zwischen der 15. und 18. Schwangerschaftswoche durchgeführt. Sie sind aber auch bereits ab der 10. Woche möglich (Frühamniozentese), wobei zu diesem Zeitpunkt ein erhöhtes Verletzungsrisiko für das Ungeborene und ein erhöhtes Risiko einer Fehlgeburt besteht. Es zeigte sich, dass die Amniozentese die Fehlgeburtenrate von 0,82 % auf 1,31 % erhöht. Darum werden Frühamniozentesen nur in besonders dringenden Fällen oder auf besonderen Wunsch der Schwangeren bzw. des Elternpaares vollzogen.

## Untersuchungsmethode
Zur Vorbereitung der Fruchtwasserentnahme ermittelt der Arzt durch eine Ultraschalluntersuchung zunächst die Lage des Kindes in der Gebärmutter, um eine geeignete Einstichstelle zur Fruchtwasserentnahme zu finden.
An der ausgewählten Stelle wird unter Ultraschallkontrolle eine dünne Nadel in die Bauchdecke und weiter in die Fruchtblase eingeführt (Punktion).
Es werden etwa 10 bis 20 ml Fruchtwasser entnommen, in dem sich Zellen des Amnions (= der das Kind umgebende Fruchtwassersack) und kindliche Zellen befinden. Die Fruchtwasserprobe wird anschließend in einem Labor untersucht. Dort werden die Zellen, die sich in der Probe befinden, weiter gezüchtet und vermehrt. Diese Zellen sind abgestoßene Zellen der Haut, des Magen-Darm-Trakts und der Nieren des Kindes. Erste Ergebnisse der Fruchtwasseruntersuchung können durch FISH-Test bereits nach 24 bis 48 Stunden vorliegen, wenngleich die Langzeitkultivierung für eine umfassende Diagnostik abgewartet werden muss. Nach dem Eingriff sollte sich die Schwangere einen Tag lang konsequent schonen.
Im Juni 2012 wurde bekannt, dass es erstmals Wissenschaftlern in Seattle gelungen ist, das Genom eines menschlichen Embryos aus Blut und Speichel der Eltern zu entziffern, ohne dass eine Fruchtwasseruntersuchung notwendig ist.

## Dauer der Untersuchung
Die Fruchtwasserentnahme dauert in der Regel 5 bis 15 Minuten. Die meisten Frauen empfinden den Einstich der Nadel in die Bauchdecke so wie den einer gewöhnlichen  Injektion im Rahmen von Blutabnahmen oder vergleichbaren Punktionen. Er ist in aller Regel nicht mit besonderen Schmerzen verbunden, so dass auf eine Betäubung der Einstichstelle meist verzichtet wird.

## Diagnostik
Die gewonnenen Zellen des Kindes werden im Labor extrahiert und kultiviert, das heißt ausreichend vermehrt und anschließend einer DNA- und Chromosomenanalyse unterzogen.
Es ist dadurch möglich, bestimmte Fehlentwicklungen des zentralen Nervensystems (ZNS) abzuschätzen, sowie einige Erbkrankheiten (z. B. Apert-Syndrom) und einige chromosomale Besonderheiten, darunter Down-Syndrom (Trisomie 21), Pätau-Syndrom (Trisomie 13), Edwards-Syndrom (Trisomie 18), Trisomie 8 und Trisomie 9 mit nahezu 100-prozentiger Sicherheit zu diagnostizieren.
Es können jedoch nicht alle angeborenen Erkrankungen und Behinderungen festgestellt werden, beispielsweise treten Trisomien (= Verdreifachungen von Erbmaterial) manchmal als sogenanntes „Mosaik“ auf. Das heißt, dass nicht in allen Zellen des Kindes das jeweilige Chromosom dreifach vorhanden ist, sondern es existieren auch Zellen mit dem üblichen Chromosomensatz. Es ist darum möglich, dass eine Mosaik-Trisomie bei der Chromosomenuntersuchung nicht erkannt wird.
Auf Wunsch der Schwangeren kann auch (zum Beispiel nach einer Vergewaltigung) mithilfe der Amniozentese ein Vaterschaftstest durchgeführt werden.
Darüber hinaus erlaubt die Untersuchung des Fruchtwassers (zumindest ab dem zweiten Schwangerschaftsdrittel) die Bestimmung weiterer Kennwerte:
- Der Säuregehalt des Fruchtwassers gibt Hinweise auf die Sauerstoffversorgung des Ungeborenen.
- Die Menge des alpha-Fetoproteins (Alpha-1-Fetoprotein) gibt mit einer Genauigkeit von etwa 90 % Hinweise auf verschiedene Neuralrohrdefekte (vgl. Triple-Test), wobei zur Absicherung stets Untersuchungen mit hoch auflösender Ultraschalltechnik (Feinultraschall, 3D-Ultraschall, 4D-Ultraschall) durchgeführt werden müssen.

Etwa ab der 30. Schwangerschaftswoche kann die Amniozentese auch zur Diagnose von Blutgruppen-Unverträglichkeiten zwischen der Schwangeren und dem Ungeborenen durchgeführt werden und bei einer drohenden Frühgeburt ist es möglich, durch die Untersuchung die Lungenreife des Ungeborenen einzuschätzen.
Bei über 35-jährigen Erstgebärenden oder über 40-jährigen Spätgebärenden zahlt die Krankenkasse die Amniozentese, da ab diesem Alter eine Risikoschwangerschaft vorliegt.

## Anwendungsrisiken
Risiken, die die Untersuchung mit sich bringt, sollten von der Schwangeren bzw. von dem Elternpaar abgewogen werden, bevor sie einer Amniozentese zustimmen. Es kann während bzw. nach dem Eingriff zu folgenden Ereignissen kommen:
- Fruchtwasserverlust
- Blutungen in der Gebärmutter
- Verletzungen der Gebärmutter
- Verletzungen des Mutterkuchens
- Infektionen
- Verletzungen des ungeborenen Kindes durch die Nadel (insbesondere, wenn sich das Kind viel und/oder unerwartet bewegt)
- gehäufteres Auftreten von Fehlbildungen (erhöhtes Klumpfußrisiko)[1]
- Kontraktionen der Gebärmutter (oft bemerkbar als eine Art „Ziehen“ im Bauch, wobei dies in den meisten Fällen wieder nachlässt)
- Fehlgeburt

Invasive Untersuchungen werden aufgrund der erhöhten Risiken in der Regel dann durchgeführt, wenn insbesondere das Fehlgeburtsrisiko infolge des Eingriffs niedriger ist als die statistisch zu erwartende Wahrscheinlichkeit des Vorliegens einer Chromosomenbesonderheit oder einer Erbkrankheit.
Nach dem Eingriff sollte sich die Schwangere eine Zeit lang konsequent schonen, da es prinzipiell auch noch Tage nach dem Eingriff möglich ist, dass es z. B. zum Fruchtwasserverlust kommt.

### Fehlgeburt
In einer Studie aus dem Jahr 2002, bei der 1.006 Amniozentesen retrospektiv ausgewertet wurden,  lag die Fehlgeburtsrate bei einer Untersuchung in der 16. oder 17. Schwangerschaftswoche bei Frauen im Alter von 20 bis 34 Jahren bei 2,5 %, stieg in der Altersgruppe der Frauen von 35 bis 39 Jahren auf 3,4 % bis hin zu 5,1 % bei Frauen ab 40 Jahre. Neben dem Alter waren vaginale Blutungen während der Schwangerschaft ein wichtiger Risikofaktor, der eine Erhöhung der Fehlgeburtsinzidenz auf 6,5 % bedingte (= 2,4-fach erhöhtes Risiko); Frauen mit einer spontanen Fehlgeburt in früheren Schwangerschaftsstadien oder einem Schwangerschaftsabbruch hatten eine Inzidenz von 8 % (= 3-fach erhöhtes Risiko).
In einer anderen Studie lag die Komplikationsrate (Fehlgeburt, Intrauteriner Fruchttod) innerhalb von 14 Tagen nach einer Amniozentese bei 1,5 % bei Ausbildungsassistenten und bei 0,6 % bei Fachärzten.

### Antikörperbildung bei Rhesus-Inkompatibilität
Da bei der Punktion der mütterlichen Gebärmutter sowie der Fruchtblase das grundsätzliche Risiko besteht, die Plazenta, die Nabelschnur oder das Kind zu verletzen (s. Anwendungsrisiken) kann in diesem Fall Blut des Kindes in das mütterliche Fruchtwasser gelangen oder auch beim Zurückziehen der Nadel das mütterliche Gewebe durch kindliche Blutbestandteile kontaminiert werden. Bei vorliegender Blutgruppenunverträglichkeit (Rhesus-Inkompatibilität) gegen das Rhesusfaktor-Antigen „D“, d. h. zwischen Rh-negativer (Rh−, rh, Genotyp dd) Mutter und Rh-positivem (Rh+, Rh, Genotyp Dd, dD, DD) Kind, wäre eine Antikörperbildung der Mutter (genannt „Anti-D“) auf das kindliche Blut wahrscheinlich, wenn es durch o. g. Vorgang zur Einbringung kindlichen Blutes bzw. dessen Bestandteilen (Erythrozyten oder deren Bestandteile) in den mütterlichen Blutkreislauf kommt.
Dieser Vorgang kann auch durch andere invasive Eingriffe am Kind bzw. bei Schwangerschaft im Uterus (z. B. induzierten Abort bzw. Schwangerschaftsabbruch; Nabelschnurpunktion; Chorionzottenbiopsie) eingeleitet werden. Das Risiko steigt dabei je nach Umfang der Invasivität bzw. Verletzungs- und Blutungsrisiko.
„Anti-D“ ist ein irregulärer erythrozytärer Antikörper, den Rhesus-negative Menschen bilden können, wenn sie durch Rhesus-positive Erythrozyten immunisiert werden. Auch das gegen diesen Vorgang und seine Folgen am Kind (s. Rhesus-Inkompatibilität#Pathogenese) üblicherweise prophylaktisch verabreichte Medikament („Anti-D-Prophylaxe“, etwa mittels RHOPHYLAC von CSL Behring und RHESONATIV von Octapharma) wird so bezeichnet.